# Společná osada

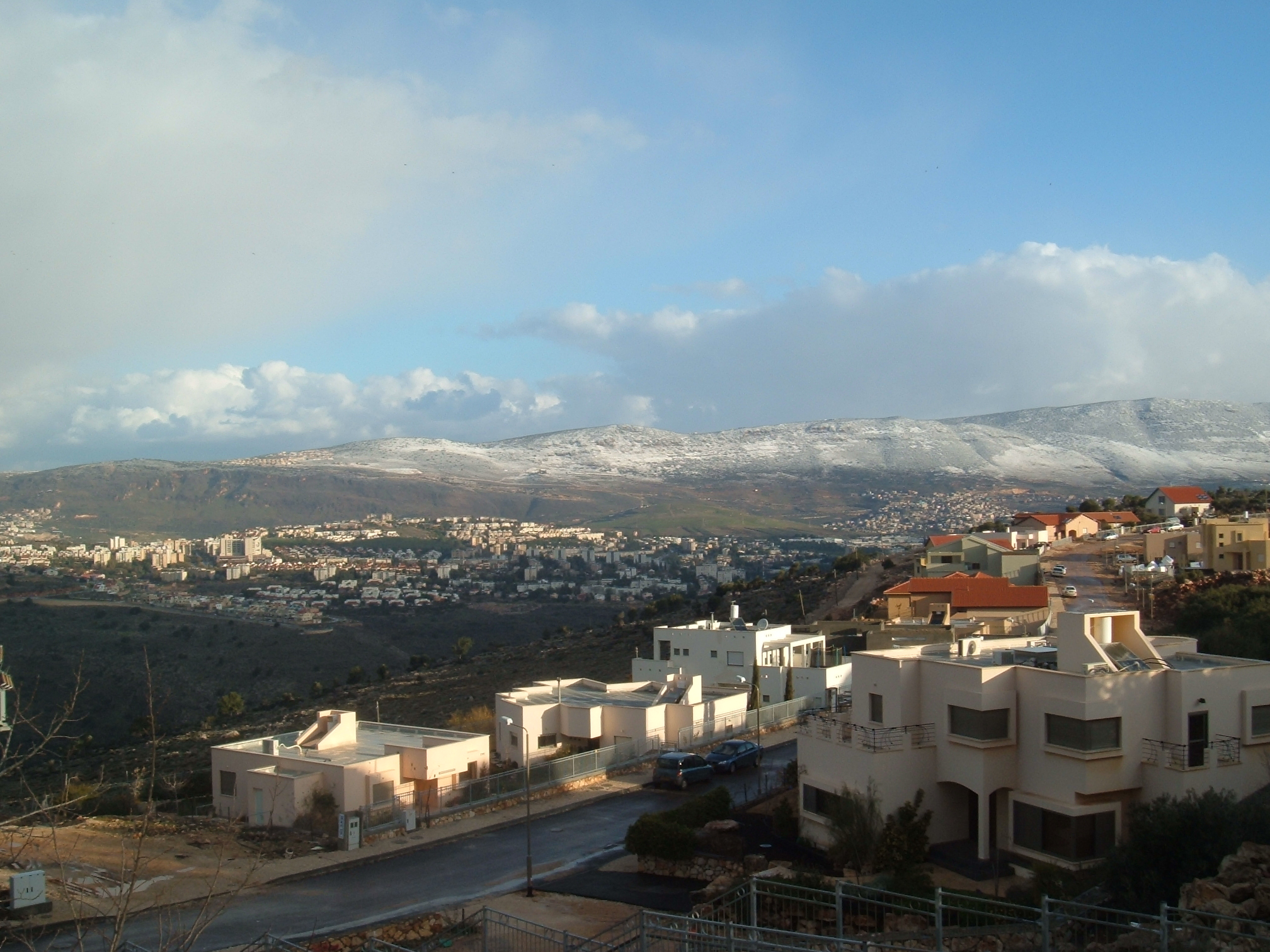
Společná osada Ešchar v Galileji

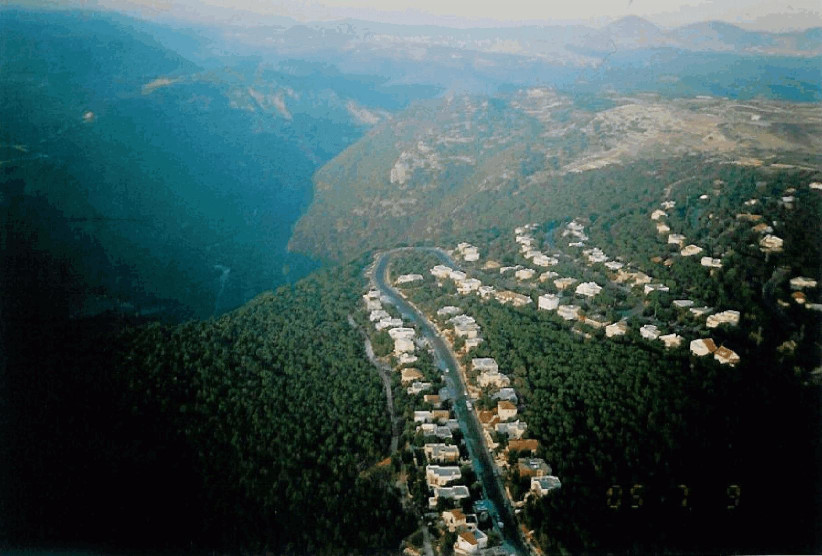
Společná osada Micpe Hila v Galileji

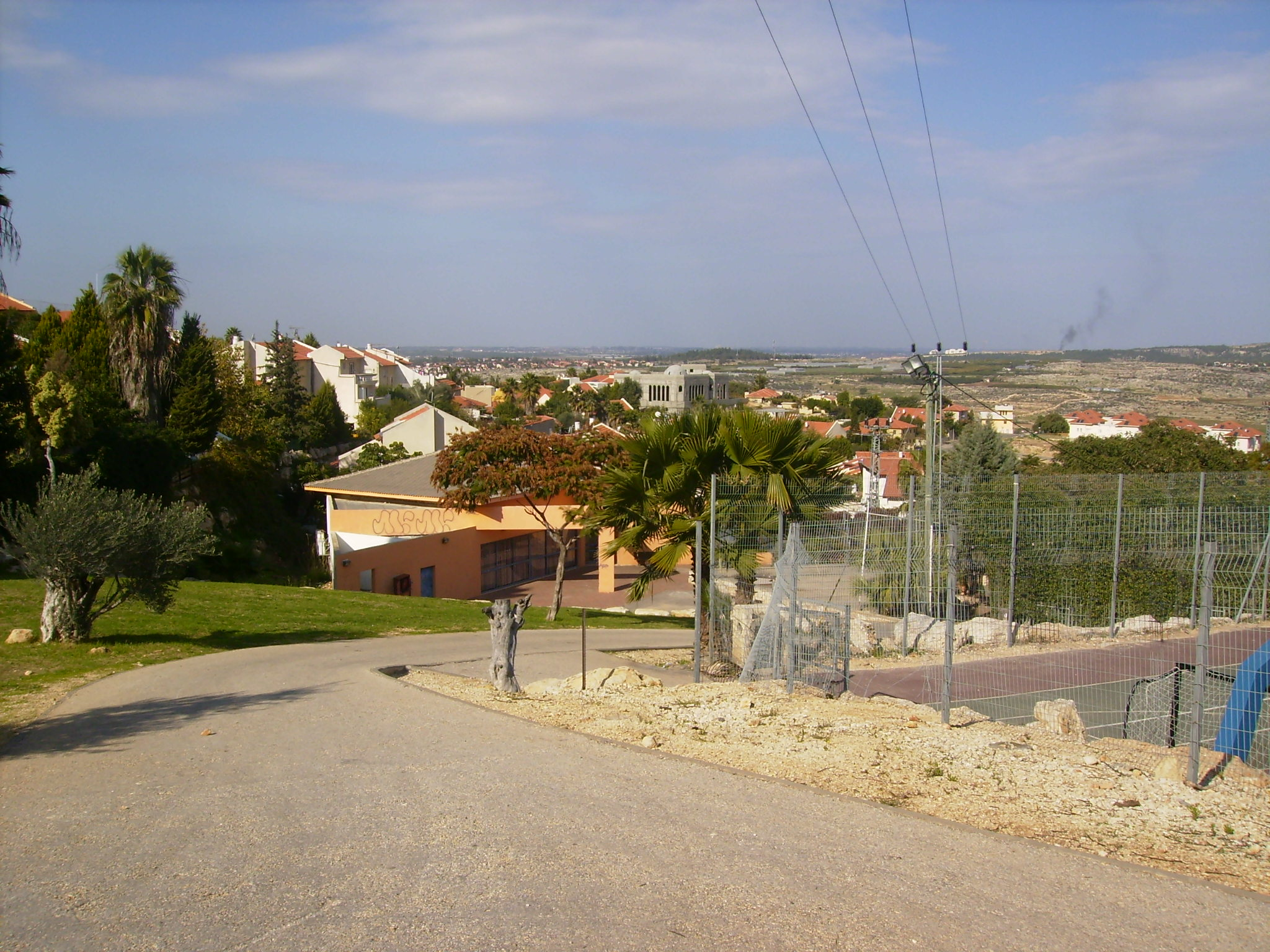
Společná osada Cufim na Západním břehu Jordánu

Společná osada (hebrejsky יישוב קהילתי‎, jišuv kehilati) je typ izraelského venkovského sídliště, který oproti kibucům nebo mošavům není založen na hospodářské spolupráci mezi obyvateli. Přestože většina obyvatel pracuje mimo osadu, existuje zde velká občanská angažovanost.

## Organizační model
O spolupráci na společenské úrovni, vzdělání, náboženských aktivitách a stavebních pracích rozhoduje valná hromada osady. V tomto výkonném orgánu jsou zástupci všech domácností, kteří na své výroční schůzi schvalují společný rozpočet osady. Osada je právní formou družstevní unie, která je státem uznávaná jako obecní úřad. 
Pokud se někdo chce do společné osady přestěhovat, musí se podílet na jejím chodu. Pro přijetí je často požadován rozhovor a přijímací proces. Většina izraelských společných osad je relativně malá a dohromady čítají několik set obyvatel. Některé z osad mají dokonce méně než třicet obyvatel. Některé osady se zaměřují na specifické skupiny obyvatelstva, jako například charedi osada Betar Illit. V současné době těchto společných osad existuje v Izraeli mezi padesáti a šedesáti.

## Dějiny
První společnou osadou v Izraeli byla vesnice Juvalim v Galileji zřízená roku 1982, kterou založila skupina zaměstnanců zbrojařské firmy Rafael Advanced Defense Systems z Haify. Ti už od roku 1974 plánovali založení vlastní vesnice. Hodlali ji organizovat netradičním způsobem a výsledkem byl tento model a poprvé bylo použito toto pojmenování. Četné společné osady pak vznikaly v 80. letech 20. století v Galileji (zejména v programu Micpim be-Galil), ale byla to také populární forma organizování izraelských osad na Západním břehu Jordánu.

## Demografie
K 31. prosinci 2013 existovalo v Izraeli 118 společných osad, ve kterých žilo 86 100 obyvatel.
| Rok                   | 1983  | 1995   | 2008   | 2010   | 2011   | 2012   | 2013   |
| --------------------- | ----- | ------ | ------ | ------ | ------ | ------ | ------ |
| Počet společných osad | 51    | 118    | 109    | 113    | 113    | 117    | 118    |
| Počet obyvatel        | 7 800 | 55 000 | 77 400 | 83 500 | 84 200 | 85 000 | 86 100 |